# Burgfestspiel

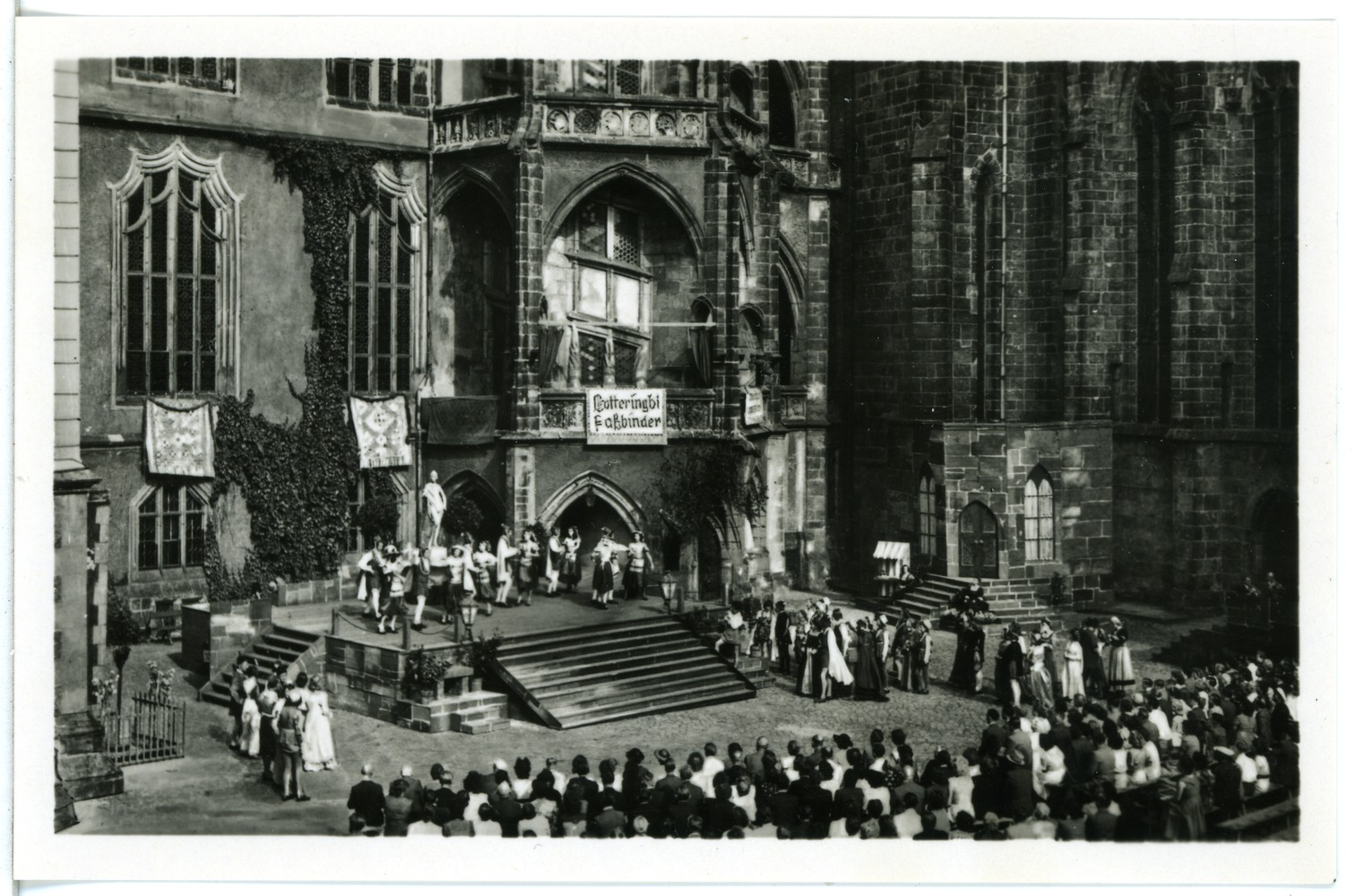
Burgfestspiele auf der Albrechtsburg, Meißen 1952

Ein Burgfestspiel oder auch Schlossfestspiel ist ein Festspiel, das im Rahmen von Kultur, Brauchtumspflege und Tourismus aufgeführt wird. Es findet meist in mittelalterlicher Atmosphäre auf dem Innenhof, dem Anger einer Burg oder eines Schlosses statt.

## Bekannte Burgfestspiele
- Burgfestspiele Bad Vilbel
- Clingenburg Festspiele
- Burgspiele Güssing
- Burgfestspiele Leuchtenberg
- Burgfestspiele Mayen
- Burgfestspiele Meißen
- Burgfestspiele auf Burg Neunußberg
- Burgfestspiele Rötteln
- Scherenburgfestspiele
- Freilichtspiele Tecklenburg
- Burghofspiele Voitsberg

## Bekannte Schlossfestspiele
- Schlossfestspiele Ettlingen
- Heidelberger Schlossfestspiele
- Schloss-Spiele Kobersdorf
- Ludwigsburger Schlossfestspiele
- Schlossfestspiele Schwerin
- Thüringer Schlossfestspiele Sondershausen
- Thurn-und-Taxis-Schlossfestspiele